# Zita Pleštinská
Zita Pičisko Pleštinská este un om politic slovac, membru al Parlamentului European în perioada 2004-2009 din partea Slovaciei.
1. ↑  Deputații în Parlamentul European